# Gusseisen-Architektur

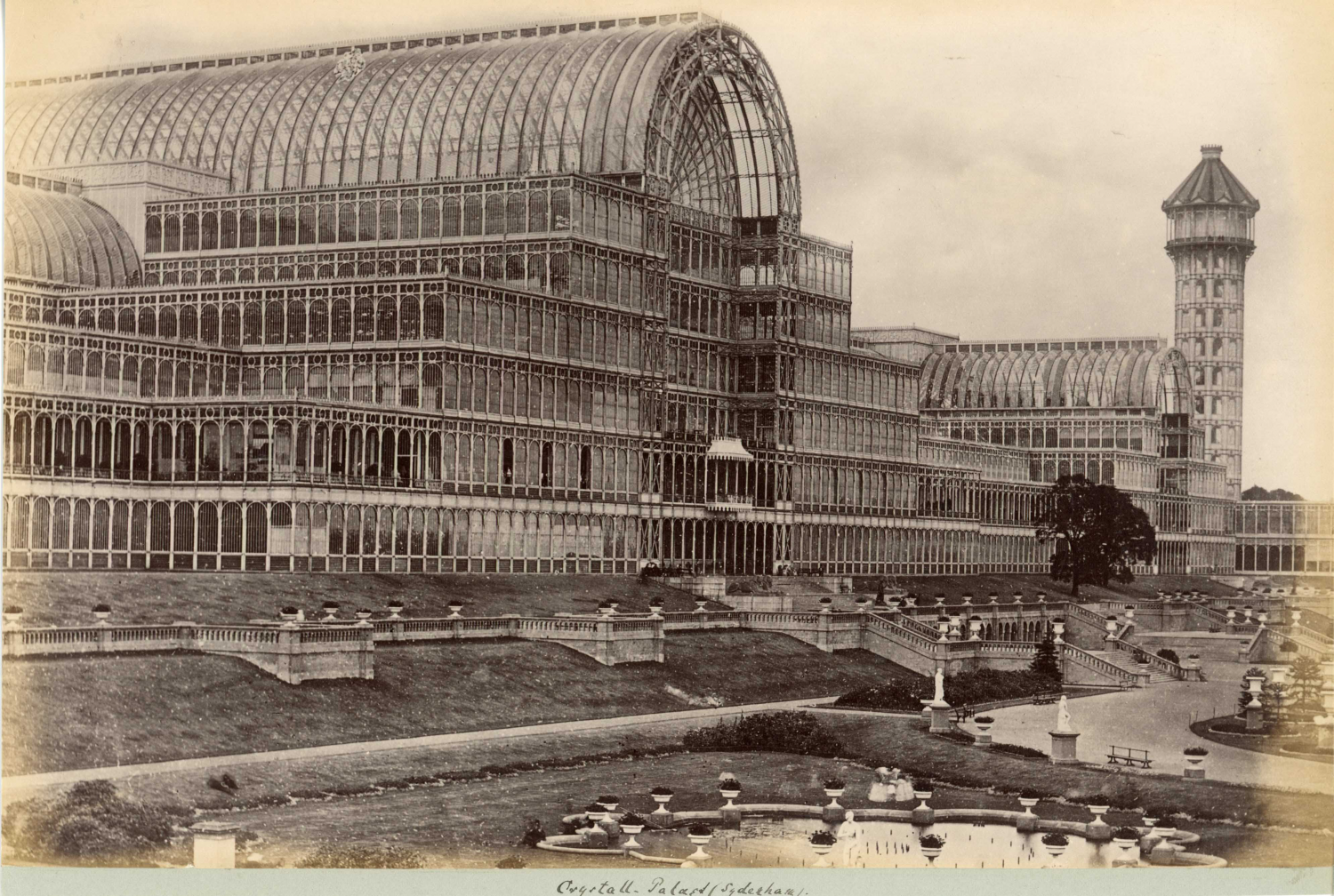
Der Londoner Crystal Palace nach seinem Wiederaufbau im Stadtteil Sydenham, 1854

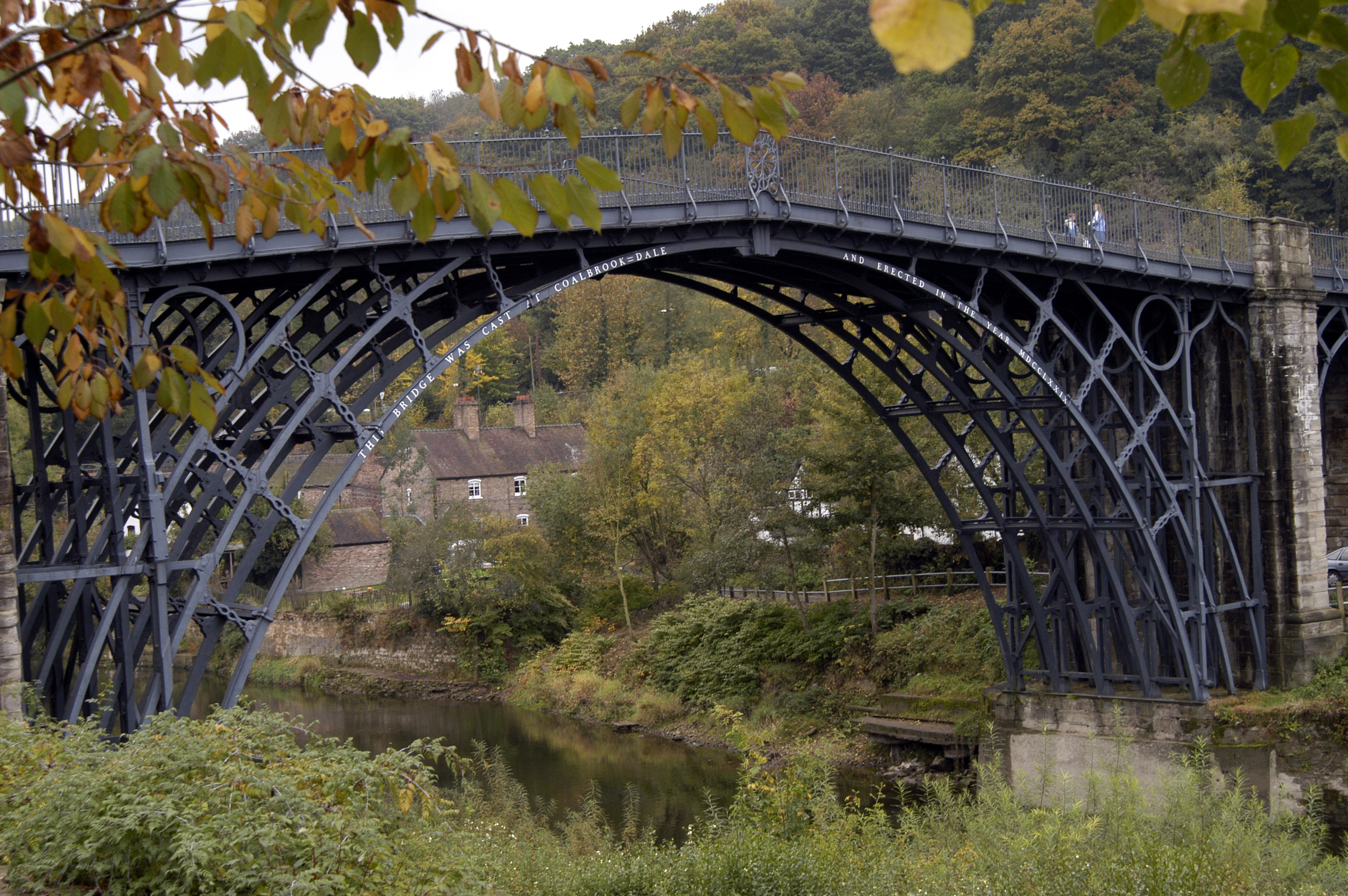
The Iron Bridge über die Severn Gorge, Mittelengland, die erste Eisenbrücke, 1779–81

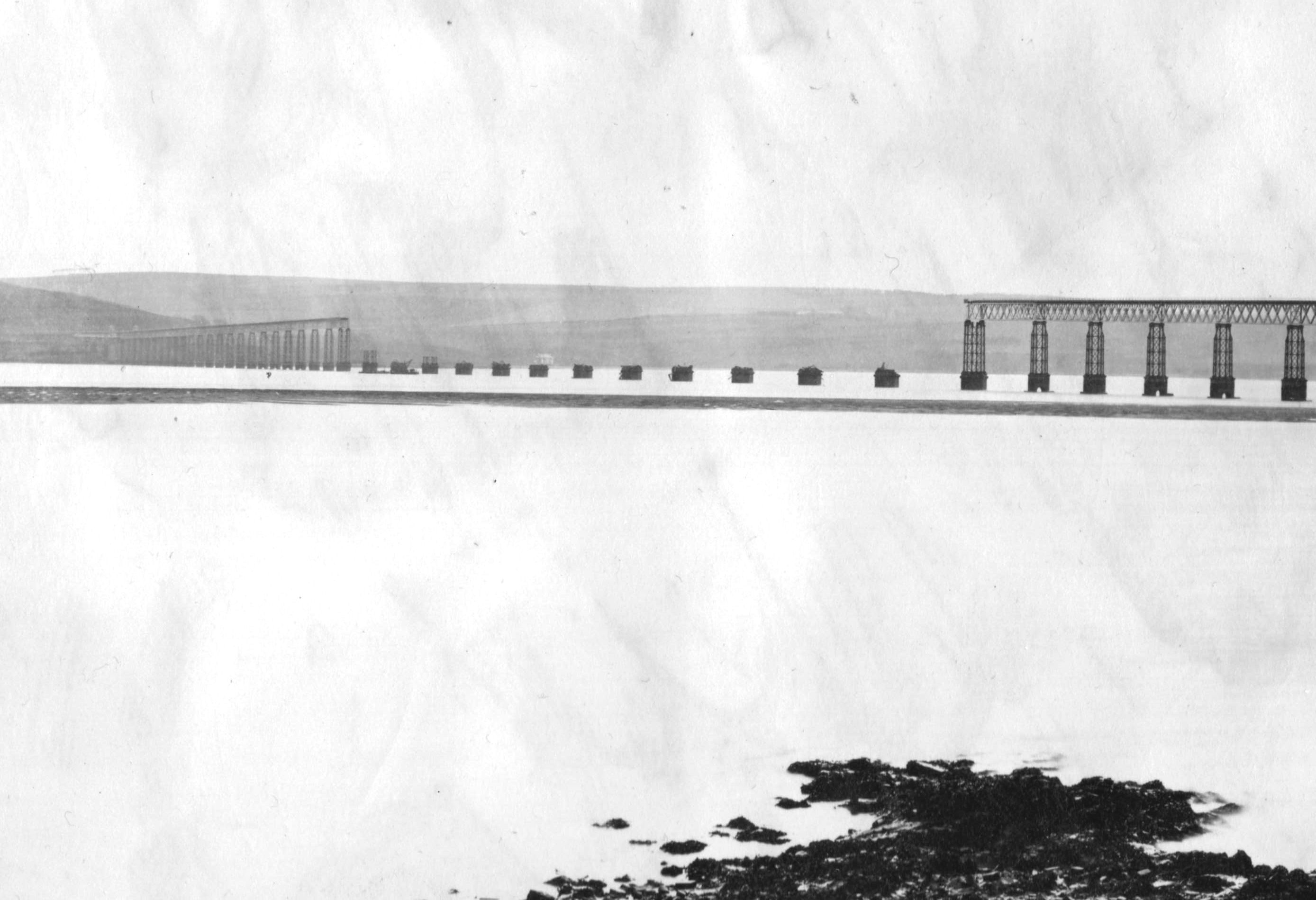
Tay-Bridge-Desaster, 1879

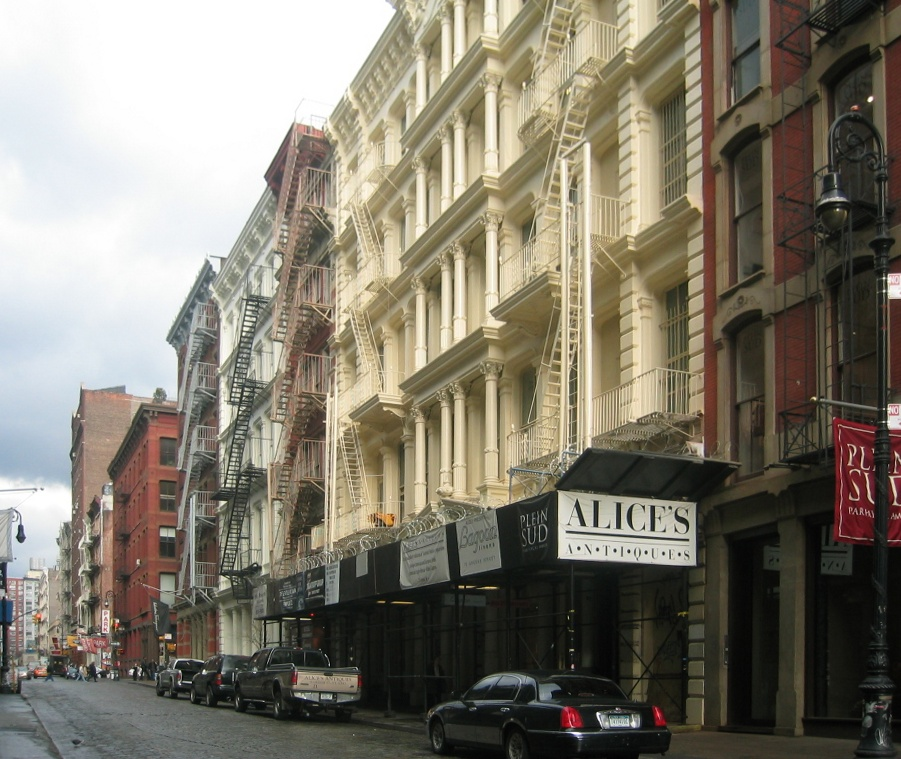
Greene Street in SoHo, New York City, ein Zentrum des Bauens mit Gusseisenfassaden.

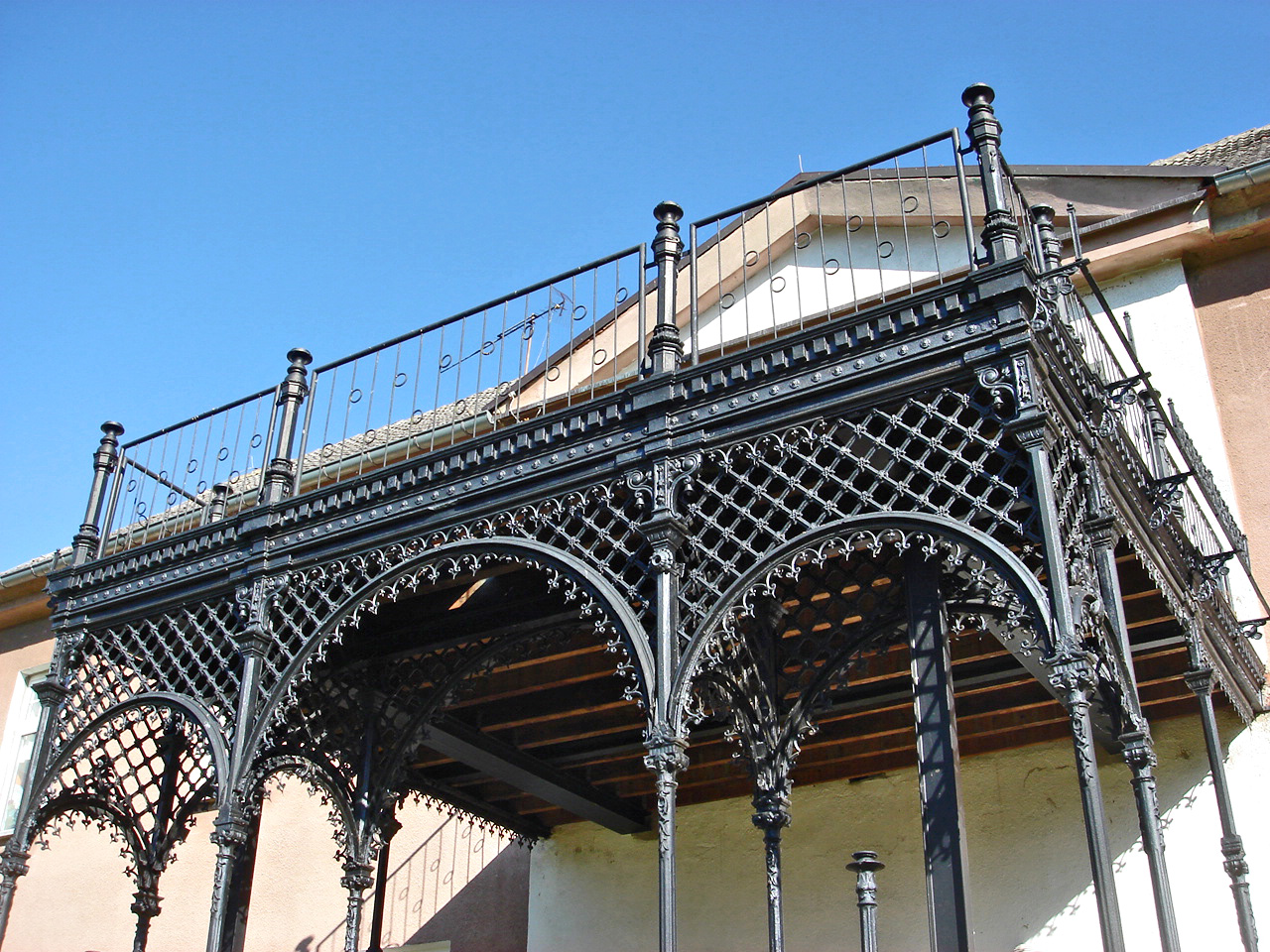
Gusseiserner Balkon am Herrenhaus Brunn (Mecklenburg)

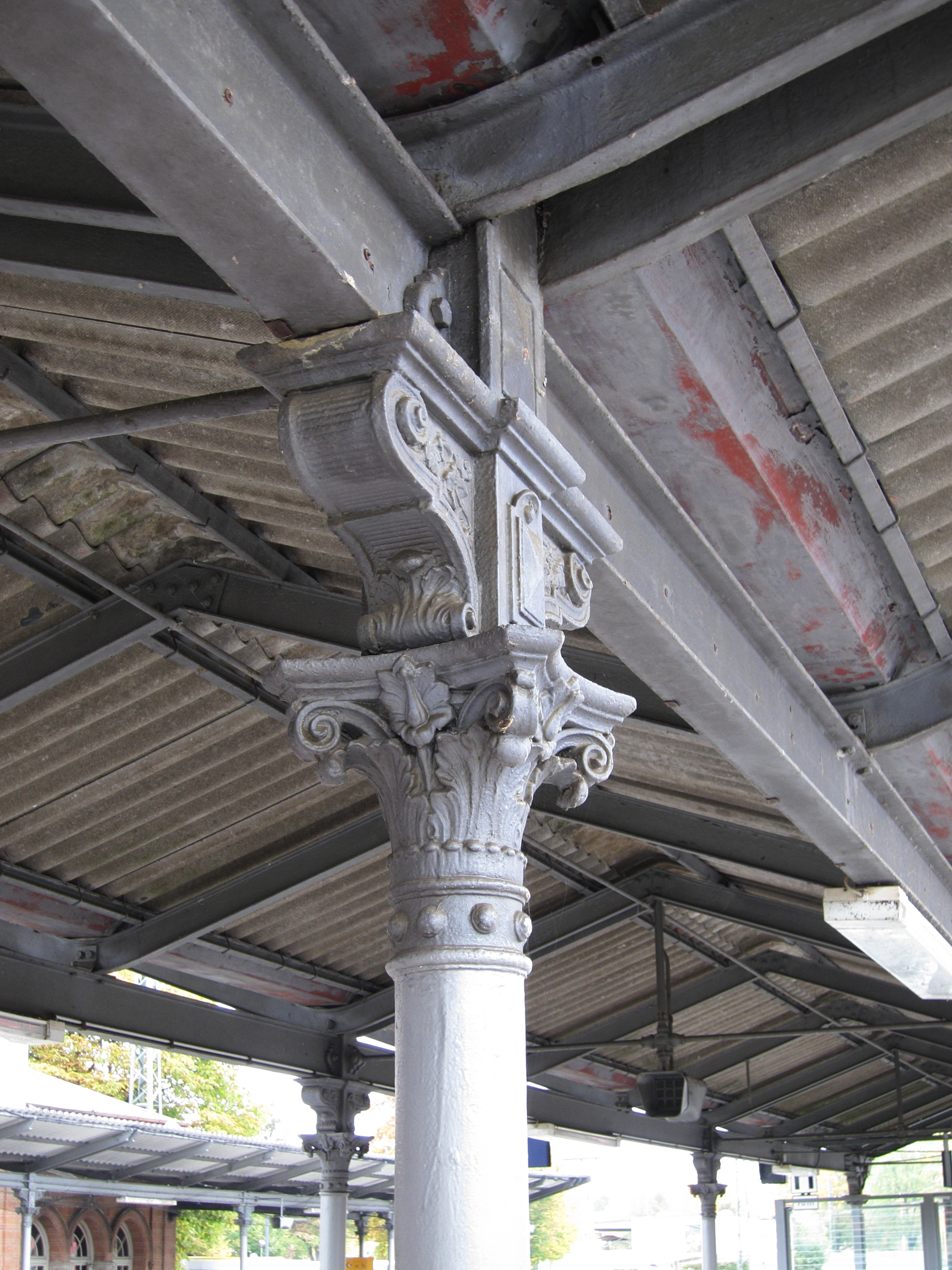
Gusseiserne Säule am Bahnhof Starnberg

Gusseisen-Architektur, abgeleitet vom englischen Begriff cast-iron architecture, ist ein Architekturstil, bei dem das Baumaterial Gusseisen nicht nur eine strukturelle Rolle spielt, sondern auch optisch prägend ist. Der Stil entwickelte sich in der Zeit der Industriellen Revolution, als Gusseisen bezahlbar massengefertigt wurde, während moderne Stahlerzeugungsverfahren noch nicht entwickelt waren.

## Konstruktiver Gebrauch
Gusseisen war schon seit Jahrhunderten in Gebrauch, bisweilen auch in der Architektur der Prä-Moderne. In besonderem Maße bedienten sich die Erbauer einiger Tempel in China der Vorteile seiner Druckfestigkeit und vielseitigen Formbarkeit. In Großbritannien wurde im 18. Jahrhundert nach dem Beginn der industriellen Revolution – bedingt durch neue Verkokungsmethoden und dadurch neue Herstellungsverfahren – Gusseisen so preisgünstig und in so großen Mengen produziert, dass man es im Bauwesen einsetzte, um größere Gebäude zu errichten. Eines der ersten Projekte, heute Weltkulturerbe, war The Iron Bridge in Shropshire, ein Beispielsfall für eine Tragstruktur, die fast vollständig aus Gusseisen bestand. Die Brücke, die den Transport des Gusseisens aus der Eisenhütte gewährleisten sollte, war allerdings weit überdimensioniert (die eisernen Teile wogen insgesamt 380 Tonnen), und die Bauherren (vor allem Abraham Darby III) erlitten finanzielle Einbußen. Die Qualität des verwendeten Eisens ist nicht hoch, und in der heutigen Konstruktion sind mehr als 80 Risse deutlich zu sehen. Später verbesserten Ingenieure wie Thomas Telford sowohl Konstruktionsmethoden (die Iron Bridge war nach zimmermannsmäßigen Prinzipien zusammengefügt) als auch die Materialqualität ihrer Brücken (beispielsweise die Buildwas Bridge, wenige Kilometer flussaufwärts) und Aquädukte (etwa das Pontcysyllte-Aquädukt in North Wales).
Gusseisen hat einige konstruktive Vorteile und Schwächen. Es ist sehr druckbeständig, nimmt dagegen schlecht Zug- und Biegespannungen auf, und bei der Hitze eines Feuers kann seine Stabilität plötzlich versagen. Zu Beginn der industriellen Revolution wurde es üblich, Gusseisen im Fabrikbau einzusetzen, teilweise in der irrigen Annahme, solche Konstruktionen seien feuerfest. Damals gab es in Fabriken häufig Brände. William Strutt (1756–1830) war einer der Pioniere dieser Bauweise. Allerdings stürzten viele Gebäude durch Sprödbrüche in großen Gusseisenstützen später zusammen. Die Stützen knickten oft an der Basis, wo die Spannungen am größten waren, oder an Stellen mit Materialfehlern und Lunkern im Innern von Gussstücken.
Gusseisen wurde auch bei Eisenbahnbrücken verwendet. Es gab einige Unfälle, vor allem, wenn statt Bögen gerade Balkenkonstruktionen eingesetzt wurden. Erstmals wurde Gusseisen 1830 nach einem Entwurf von William Fairbairn beim Water Street-Endbahnhof in Manchester verwendet. Diese Brücke wurde aus Gusseisen gebaut, damit die überbrückte Straße darunter genügend Lichtraumprofil hatte. Sie bewährte sich und wurde erst um 1900 wegen der weitverbreiteten Bedenken gegen eiserne Unterkonstruktionen im britischen Eisenbahnwesen abgerissen. Um größere Spannweiten zu erzielen, setzte Robert Stephenson (irrtümlich) geschmiedete Träger beim Aufbau einer Brücke über den River Dee ein. Solche Brücken, bei denen die Trägerteile zusammengeschmiedet waren, mussten nach dem Eisenbahnunfall auf der Dee-Brücke am 24. Mai 1847 abgerissen werden. Schmiedeeiserne Träger wurden nun mit Nieten zusammengefügt. Sobald Walzstahl in den späten 1860er Jahren erhältlich war, verwendete man diesen. Gusseisen wurde allerdings weiter bei Eisenbahnunterführungen eingesetzt, und es kam dort zu einigen Unfällen mit Toten. Als schlimmstes Eisenbahnunglück gilt der Eisenbahnunfall auf der Firth-of-Tay-Brücke: der zentrale Teile der Brücke brach während eines Sturms in dem Moment ein, als ein Zug darüberfuhr; alle etwa 75 Menschen an Bord starben. Die Schwachstellen waren gusseiserne Anschlussstücke, an denen Traversträger befestigt waren. Nach diesem Einsturz wurden Gusseisenkonstruktionen bei Brückenneubauten endgültig aufgegeben. Die meisten kleineren Gusseisenträger-Aufbauten wurden nach einem weiteren Unfall an Norwood Junction 1891 abgerissen und ersetzt.
Gusseiserne Pfeiler wurden häufig verwendet, teilweise konnten sie aus den Katalog bestellt werden. Hartungsche Säulen wurden bei den Berliner Stadt-, Ring- und Vorortbahnen (später Berliner S-Bahn) zwischen 1880 und 1910 als Pendelstützen für Brücken häufig verwendet.
Vereinzelt wurde Gusseisen außerdem für Turmkonstruktionen verwendet, so zum Beispiel beim König-Friedrich-August-Turm bei Löbau (Sachsen).
Auch bei Gewächshäusern baute man die Tragstruktur aus Gusseisen, zum Beispiel den monumentalen Crystal Palace für die erste Weltausstellung in London 1851. Diese sogenannte Glas-Eisen-Architektur oder Eisen-Glas-Architektur wurde später in vielen Ländern nachgeahmt.

## Gebrauch als Verkleidung
Im 19. Jahrhundert führten der niedrige Preis und die allgemeine Verfügbarkeit von Gusseisen auch zu vielfältigem Gebrauch für Dekorations- und Verkleidungszwecke. John Haviland aus Philadelphia entwickelte das Konzept der Gusseisenfassade, das von James Bogardus in New York weitreichend und in großem Umfang adaptiert und weiterentwickelt wurde. Gusseisen konnte in eine Vielzahl von Formen gepresst werden, was kunstvoll ausgearbeitete Fassaden ermöglichte, die billiger als traditionell in Stein gehauene waren. Diese Fassaden konnten außerdem in einer Vielzahl von Farben beschichtet werden. Viele Gebäude hatten aufwändigen neoklassizistischen oder historistischen Fassadenschmuck. Viele der Gebäude, die vor allem Büro- und Industriebauten waren, sind immer noch zu besichtigen, besonders in den New Yorker Stadtvierteln SoHo und Tribeca. In Europa befinden sich die besten Beispiele viktorianischer Lagerhäuser in Glasgow, Schottland, das im späten 19. Jahrhundert einen enormen Aufschwung erlebte.
Die Technik bewährte sich allerdings nicht. Die Fassaden mussten oft bald braun angestrichen werden, weil das Eisen rostete, und bei Bränden brach die Konstruktion oft zusammen, noch bevor die Flammen das Metall erreichten. Allein die Strahlungswärme eines nahen Feuers reichte aus, das Eisen zu erweichen.

## Weitere Entwicklung
Durch die technischen Fortschritte bei der Eisenverarbeitung bis hin zur Entwicklung des modernen Stahlbaus, der sich weit besser für tragende Elemente als Baustoff eignete, schwand auch die Bedeutung des Gusseisens. Viele Innovationen der Gusseisenzeit wurden aber in die Ära der Stahlskelettbauten übernommen und halfen bei der Entwicklung des Wolkenkratzers. Der Überbegriff Eisenarchitektur umfasst dabei auch Schmiedeeisen- oder Stahlbauten. 